# Assurnasirpal II
Assurnasirpal II var kung av Assyrien från 883 f.Kr. till 859 f.Kr.. Han var den första av de nyassyriska rikets mer betydelsefulla härskare och genomförde en rad drastiska förändringar i det assyriska samhället.
Assurnasirpal II utvidgade och stabiliserade riket genom upprepade krigståg. På så sätt återskapades det imperium som först definierats av de medelassyriska kungarna som Tukulti-Ninurta I och Salmanassar I under tolvhundra- och elvahundratalen f.Kr.

## Kampanjer
Likt tidigare assyriska kungar utförde Assurnasirpal kampanjer längs med Eufrat mot araméerna och in i Babylonien. Han blev snabbt ökänd för sin brutala behandling av erövrade folkslag och upprorsmän vilket resulterade i att få vågade resa sig mot honom efter att ha erövrats. Han omplacerade även folkslag och bytte ut inhemska kungahus mot assyriska guvernörer. Under sin tid som konung erövrade han de hettitiska och arameiska staterna i norra Syrien och många städer brändes ned. Han genomförde även kampanjer mot Levanten men misslyckades med sin belägring av Tyros. De feniciska stadsstater som erövrades plundrades inte utan tvingades istället betala tunga tributer till Assyrien i form av järn, cederträ, guld och silver vilket skulle komma att försörja den assyriska armén.
Assurnasirpal II verkar ha byggt upp den nya assyriska armén bestående av infanteri (däribland utländska legoknektar), med både tungt och lätt kavalleri samt mindre fokus på stridsvagnar. Armén skulle komma att visa sig extremt effektiv.
Han lät på nytt återuppbygga den redan av Salmanassar I grundade residensstaden Nimrud, som av hans närmaste företrädare övergivits till förmån för den äldre metropolen Ashur. Den återuppbyggda staden prydde han med ett nytt kungapalats och upphöjde den åter till huvudstad. Där förblev nu det assyriska hovlägret, med ett endast tioårigt avbrott, ända till Sargon II:s regering.